# Quartal

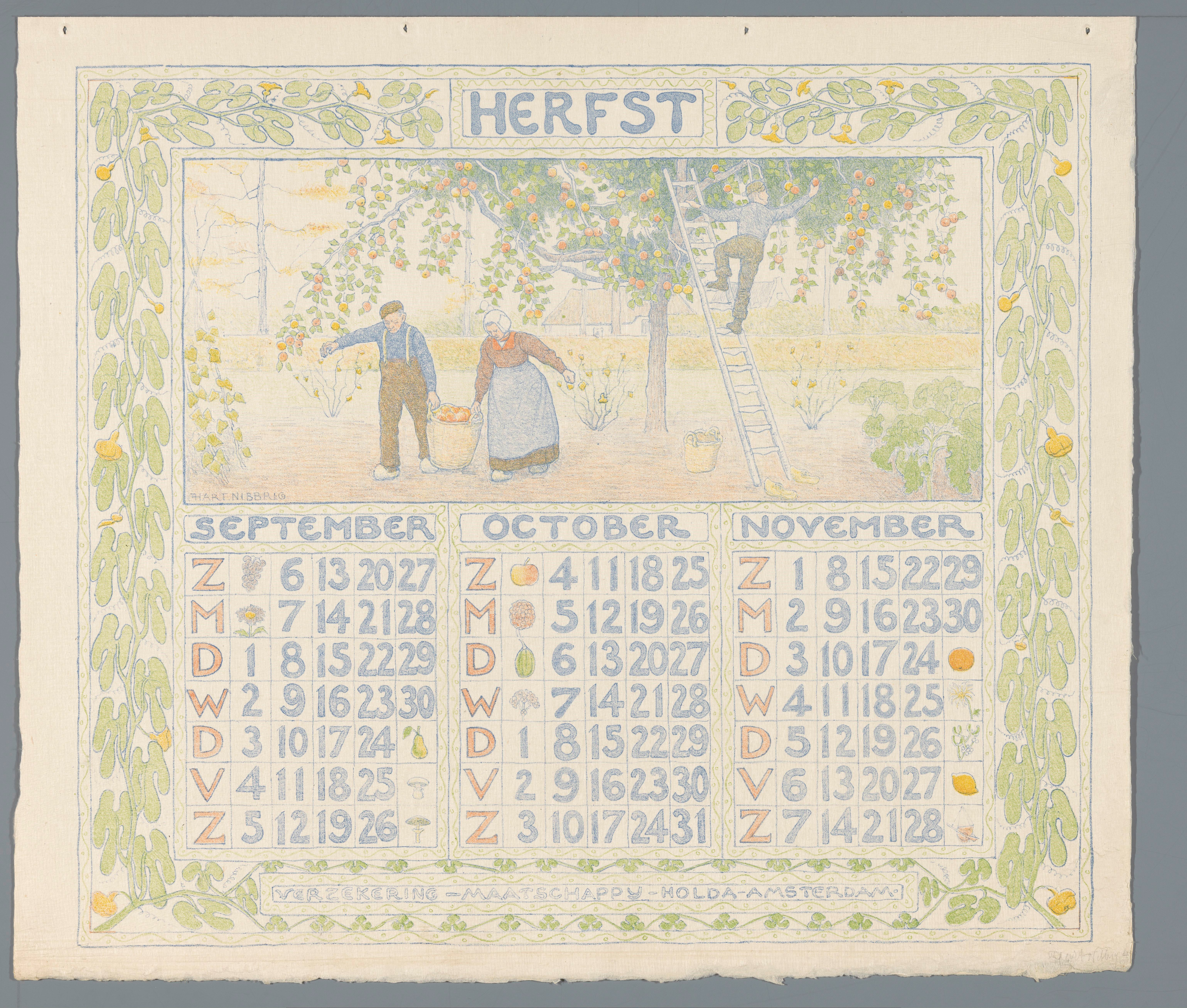

Ein Quartal (lateinisch Viertel), auch Vierteljahr, ist ein Zeitraum von drei Monaten. Die vier Quartale eines Jahres werden häufig mit römischen Ziffern oder auch mit Q1 bis Q4 bezeichnet.
Besonders im wirtschaftlichen Bereich werden Daten eines Geschäftsjahres oft quartalsweise zusammengefasst. So wird von bestimmten Aktiengesellschaften ein Quartalsbericht veröffentlicht. Auch einige Steuern sind vierteljährlich zu zahlen.

## Historisch
Die Quartale (auch Quatember oder Fronfasten) waren an bestimmte Feiertage gebunden und bezeichneten jeweils Mittwoch bis Samstag nach dem Sonntag Invocavit (bzw. vor Reminiscere), nach Pfingsten (bzw. vor Trinitatis), nach Crucis (14. September, Kreuzerhöhung) sowie nach Luciae (13. Dezember).
Diese Einteilung fand sich auch bei den Bergquartalen. Sie dienten als Abrechnungszeitraum im Bergbau und wurden mit 13 Wochen gerechnet. Erst später setzte sich eine Anpassung an Kalendermonate durch.

## Quartale und ihre Monate
| Quartal | Monate                         | Quartalsbeginn | Quartalsende  | Dauer                            |
| ------- | ------------------------------ | -------------- | ------------- | -------------------------------- |
| I       | Januar, Februar und März       | 1. Januar      | 31. März      | 90 Tage, in Schaltjahren 91 Tage |
| II      | April, Mai und Juni            | 1. April       | 30. Juni      | 91 Tage                          |
| III     | Juli, August und September     | 1. Juli        | 30. September | 92 Tage                          |
| IV      | Oktober, November und Dezember | 1. Oktober     | 31. Dezember  | 92 Tage                          |